# Kremser Ketubba

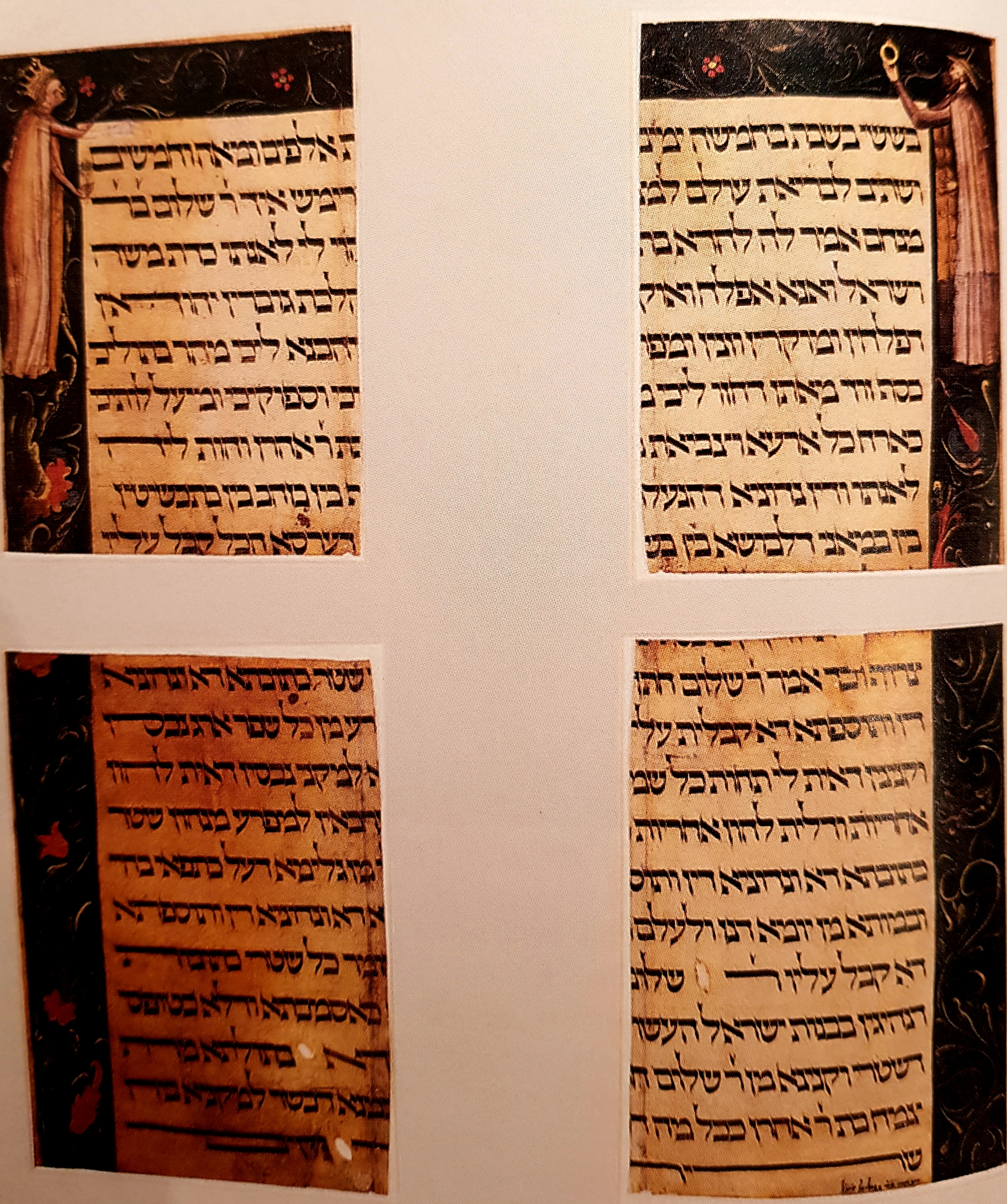
Die Ketubba des Aharon und der Zemach

Die Kremser Ketubba ist eine Heiratsurkunde aus dem Jahr 1391/92 und die früheste aschkenasische Ketubba und die erste mit figürlichen Darstellungen. Der aramäische Text ist mit individualisierten Summen, Namen und Wohnorten recht formelhaft verfasst worden.

## Einzelheiten
Sie befindet sich in der Österreichischen Nationalbibliothek (Cod. Hebr. 218) und ist bis auf das herausgeschnittene Mittelkreuz vollständig erhalten geblieben. Sie hält mit aramäischem Formular, welches auf Pergament geschrieben wurde, die Hochzeitsvereinbarung zwischen dem Bräutigam Schalom bar Menachem und der Braut Zemach bat Aharon fest. Tag und Monat sowie der erste Buchstabe des Ortes sind herausgeschnitten, sodass nur vier Buchstaben verbleiben: „RIMS“. Nichtsdestotrotz wurde der Ausstellungsort als Krems identifiziert. Der erste Zeuge war demnach Isaac bar Gamliel, der zweite wurde herausgeschnitten. Vor ihrer Ablösung dienten die beiden oberen Teile der zerschnittenen Ketuba als Spiegelblätter für die 1434 angelegte theologische Sammelhandschrift aus dem Besitz Thomas Ebendorfers.
Der Bräutigam ist mit seinem Bart und dem Judenhut klar als Jude erkennbar. Er trägt einen prachtvollen und kostbaren Pelzumhang und hält der Braut einen großen Ehering entgegen. Der Hochzeitsring ist mit einem gotischen kleinen Haus beschmückt, wie es damals üblich war, davon zeugt auch ein Fund bei Erfurt (siehe Jüdischer Hochzeitsring von Erfurt). Die Frau macht sich durch ihre Krone als Braut erkennbar. In der linken Hand hält sie eine Blume, welche vermutlich die deutsche Übersetzung ihres Namens (Zemach „Spross, Pflanze“) symbolisiert.

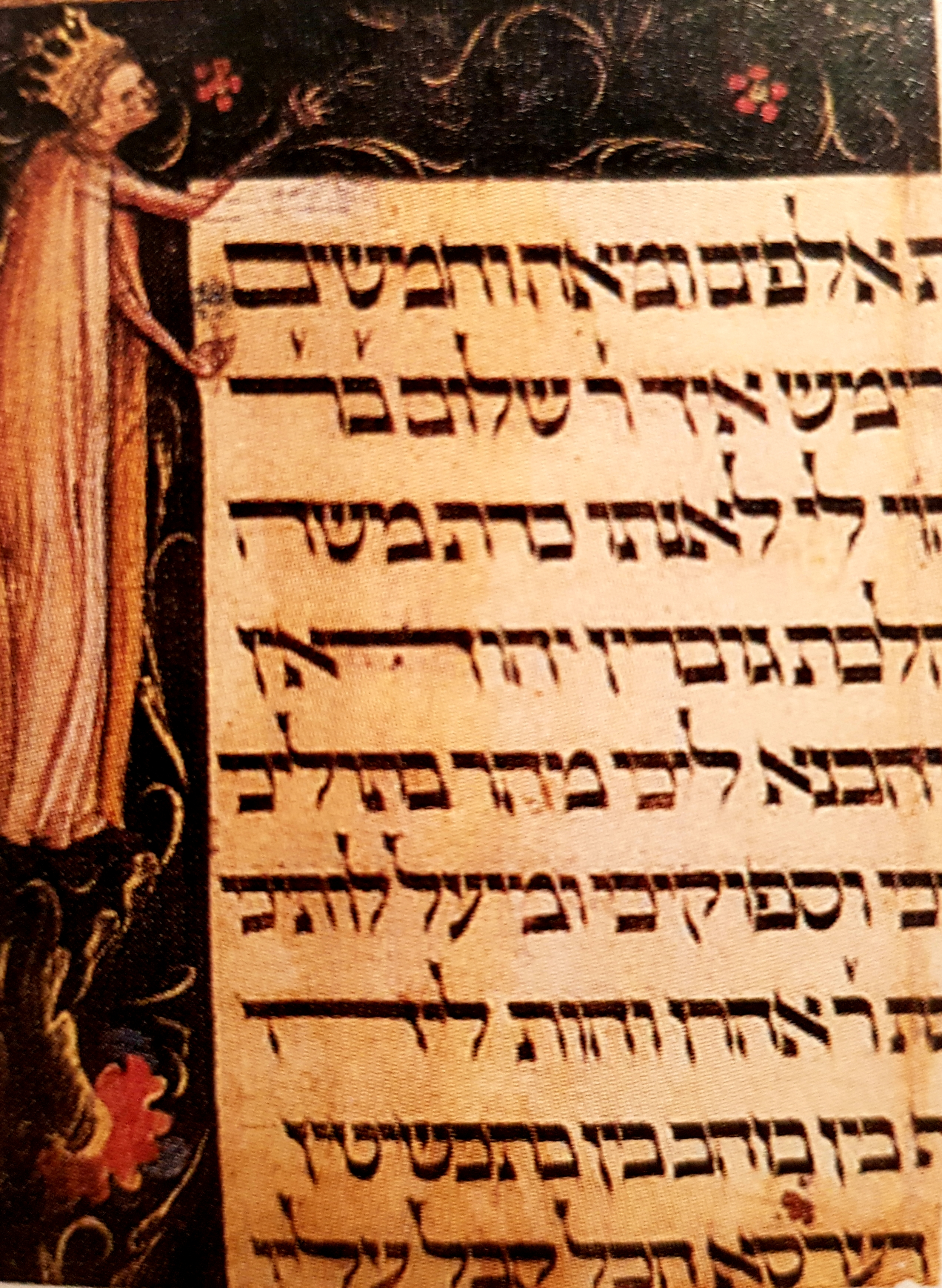
Die Braut, Zemach bat Aharon.
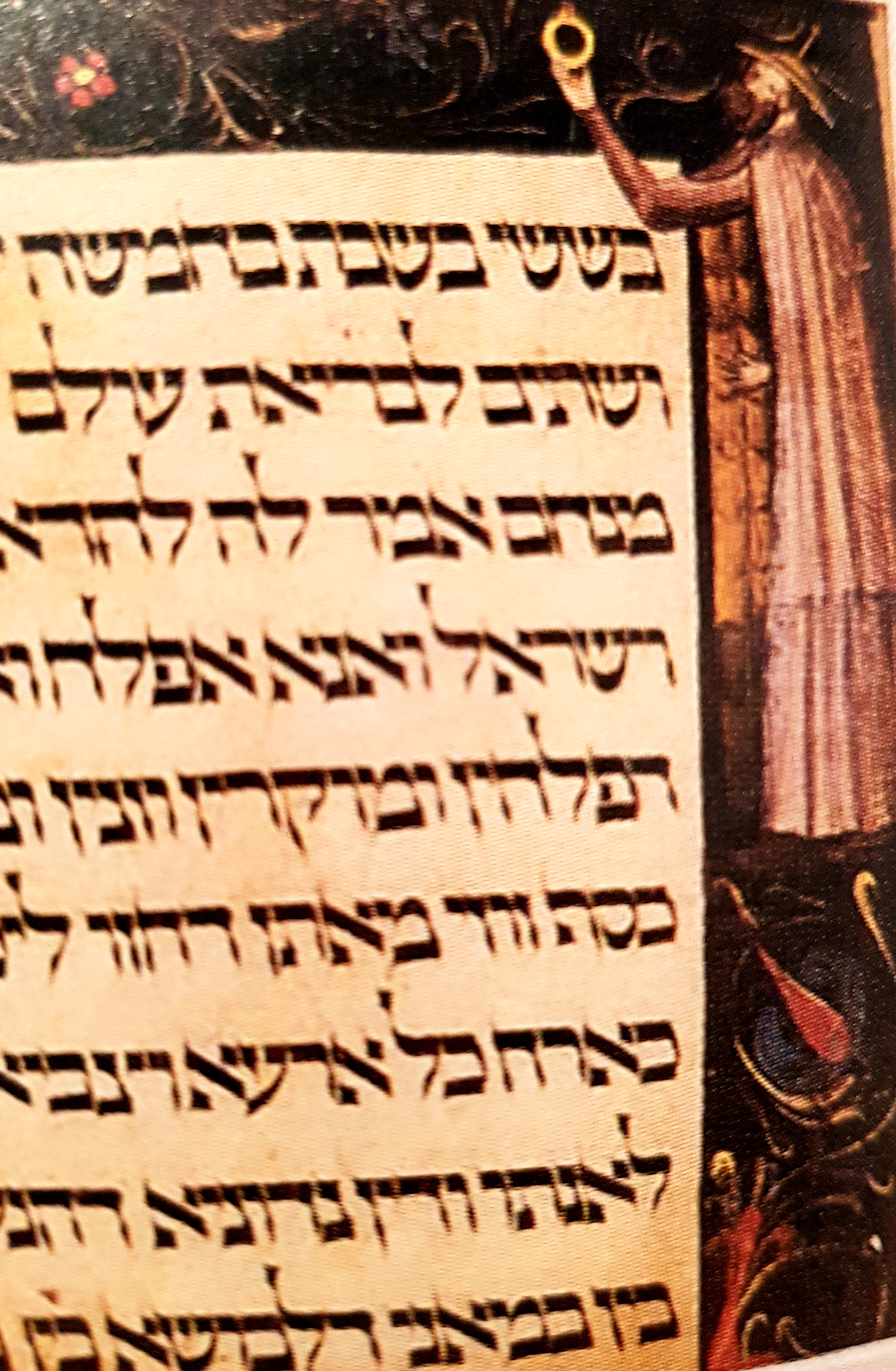
Der Bräutigam, Schalom bar Menachem.
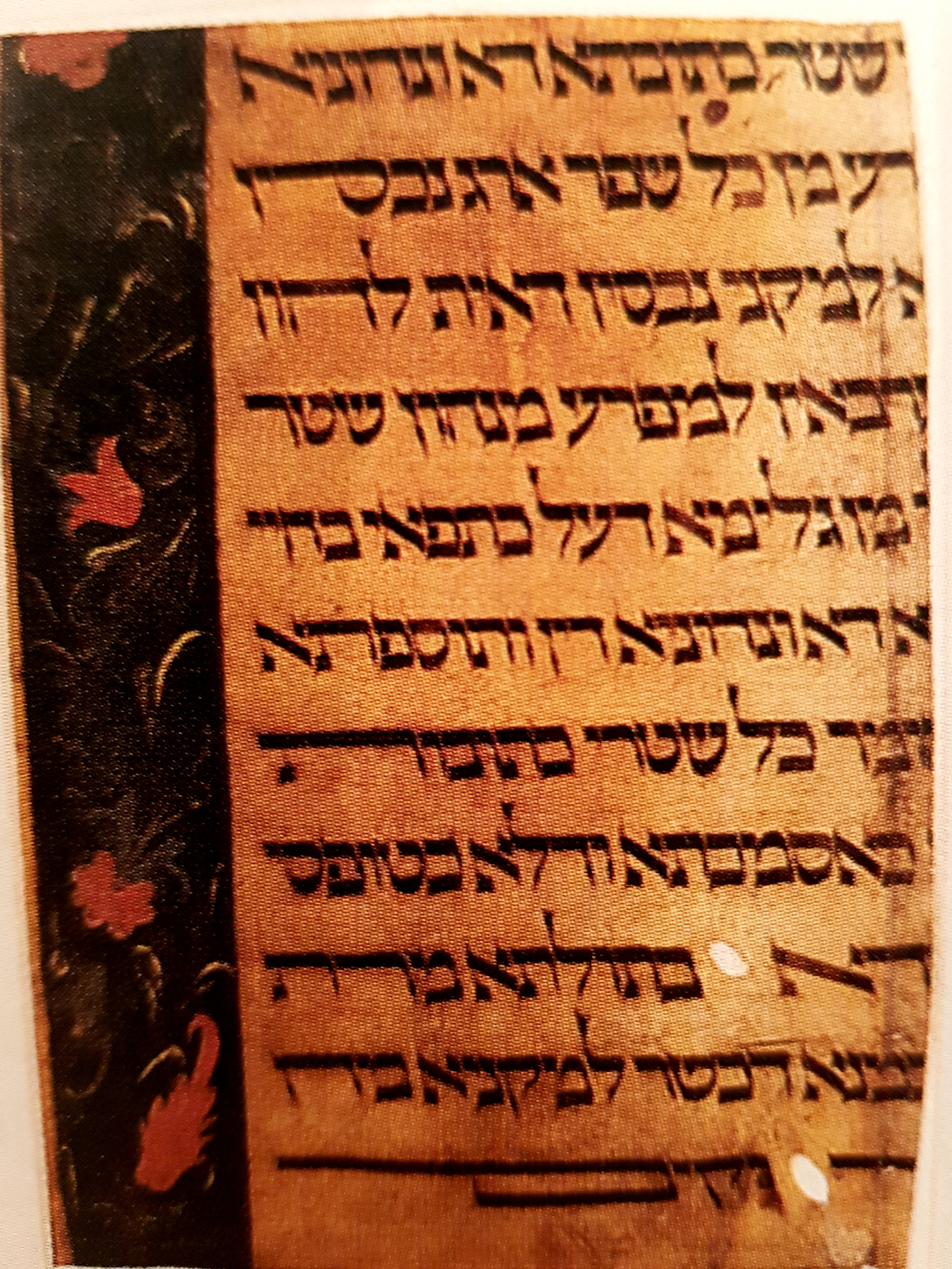
Textausschnitt von unten Links
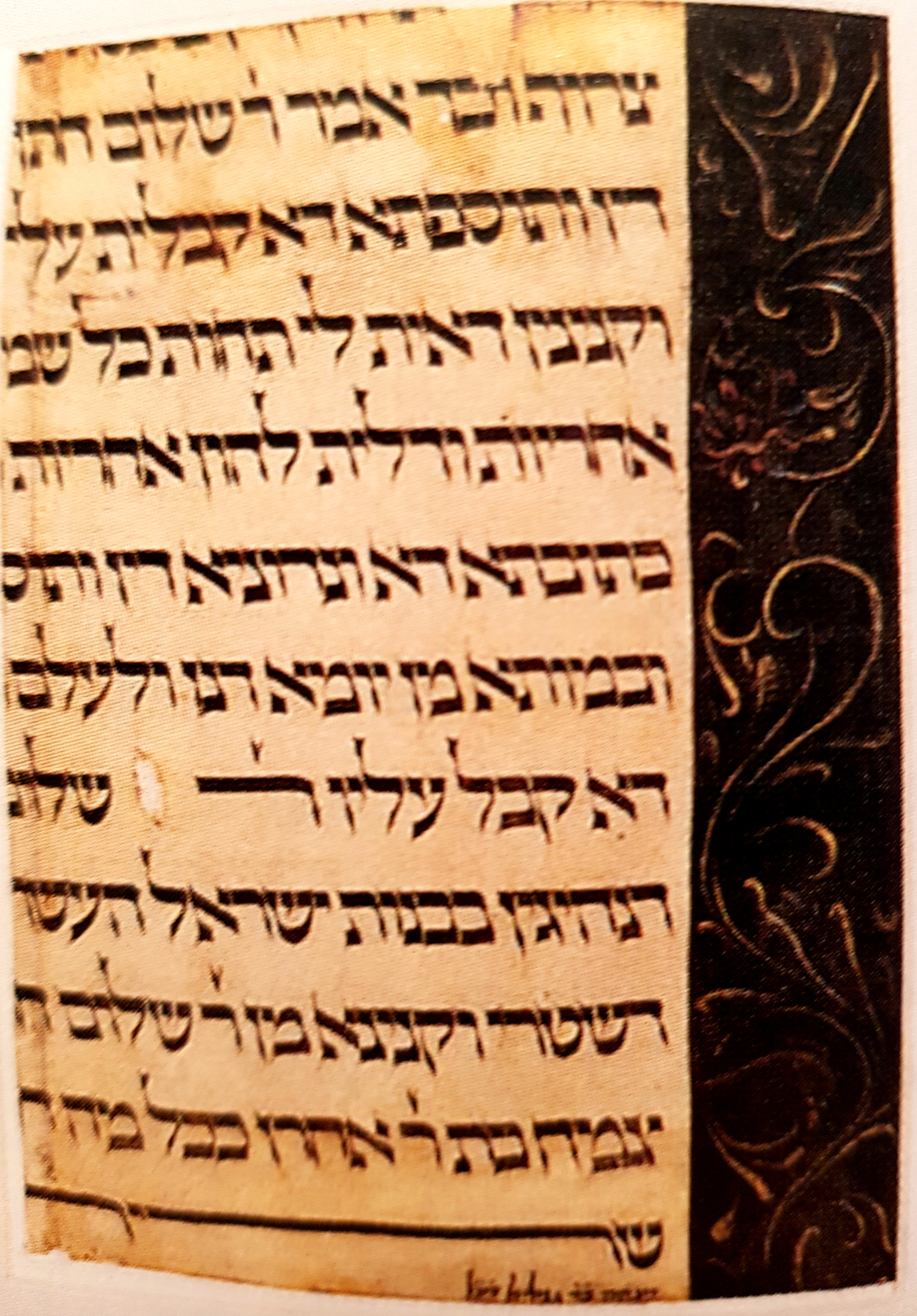
Textausschnitt von unten Rechts

Der Text wird von einer schwarzen Deckfarbenbordüre eingefasst, die oberen Teile der vertikalen führenden Leisten sind durch die Figuren des Brautpaares stark betont. Die überdimensional langen Figuren sind in einfach fallende Mäntel gehüllt. Der Grund der Bordüre wird von einer floralen Ranke bedeckt. Der allgemeine Stilcharakter ist für das späte 14. Jahrhunderts durchaus typisch, jedoch nicht für den österreichischen Stil, böhmische Einflusse sind hier stark vertreten. Die Haltung des linken Armes der Braut wurde während der malerischen Ausführung geändert. In der Vorzeichnung hielt sie diesen so, dass er sich unterhalb der Bordüre befand. Die hellen Farben der Malerei konnten offenbar den dunklen Grund der Bordüre nicht andauernd vollständig überdecken, sodass der jetzige Zustand den Unterarm und die Hand verdunkelt zeigt und diese verformt. Die Malerei der Bordüre wurde wohl vor jener der Figuren ausgeführt.
Ketubbot sind in der Regel im Mittelalter ohne aufwendigen Schmuck dekoriert. Es ist bisher kein weiteres Ketubbaexemplar dieser Art aufgetaucht, mit 30 erhaltenen spanischen Ketubbot hat die aus Krems keine Gemeinsamkeit.

## Text und Übersetzung
Quelle:
Zeichenerklärung:
- [!] Abweichend vom Formular
- [!…] Text aus dem Formular fehlt in der Ketubba
- (?) Text nicht zu rekonstruieren

„בששי בשבת בחמשה ימים [לחדש (?) שנת חמש]ת אלפים ומאה וחמשים ושתים לבריאת עולם למ[נין שאנו מונין כאן בק]רימש איך ר' שלום ב'ר'  מנחם אמר לה להדא בת[ולתא צמח בת ר' אהרן ]הוי לי לאנתו כדת משה וישראל ואנא אפלח ואוק[יר ואיזון ואפרנס יתיכי ליכי כ ]הלכת [!] גוברין יהודאין דפלחין ומוקרין וזנין ומפר[נסין לנשיהון בקושטא ו ]יהבנא [!] ליכי מהר בתוליכי  כסף זוזי מאתן דחזו [!] ליכי מ[דאורייתא ומזוניכי וכסות ]יכי וספוקיכי ]![ ומיעל לותיכי  כארח [!] כל ארעא וצביאת [בתולתא דא [!] מרת צמח] בת ר' אהרן והות ליה לאנתו ודין נדוניא דה נעל[ת ליה מבי אבוה בין בכסף ]בין בזהב בין בתכשיטין  בין [!] במאני דלבושא בין [!] בש[ימושי דירה ובשימושא] דערסא הכל קבל עליו [!]
[ר' שלום ב'ר' מנחם חתן דנן (?) וצבי ר' שלום ב'ר' מנחם חתן דנן והוסיף לה  מן דיליה עוד (?) אחרים כנגדן סך הכל (?) זקוקים כסף] צרוף וכך אמר ר' שלום [ב'ר' מנחם חתן דנן אחריות ]שטר כתובתא דא ונדוניא ]![ דין ותוספתא דא קבלית עלי [ועל ירתי בתראי להתפ ]רע מן [!] כל שפר ארג נכסין וקנינין דאית לי תחות כל שמ[יא דקנאי ודעתיד אנ ]א למקני [!] נכסין דאית להון אחריות ודלית להון אחריות [כלהון יהון א חראין וע]רבאין למפרע [!] מנהון שטר כתובתא דא ונדוניא דין [!] ותוס[פתא דא מנאי ואפילו ]מן גלימא דעל כתפאי בחיי  ובמותא [!] מן יומא דנן ולעלם [ואחריות וחומר שטר כתובת]א דא ונדוניא דין [!] ותוספתא ]!…[ דא קבל עליו ר' שלו[ם ב'ר' מנחם חתן דנן כחו]מר כל שטרי כתובות דנהיגין בבנות ישראל העשו [יין כתיקון חז"ל דלא] כאסמכתא ודלא כטופסי דשטרי וקנינא מן ר' שלום ח [תן דנן לח]דא בתולתא מרת צמח בת ר' אהרן [!] בכל מה ד[כתוב ומפורש לעיל ב]מנא דכשר למקניא ביה
[!] שריר וקים [!… ]
יצחק ב'ר' גמליאל ז "צ"ל [!…]
[…]“

Auf Deutsch:
„Am 6. Tage der Woche, am 5. Tage [des Monats (?) des Jahres] 5152 (1391/92) nach der Erschaffung der Welt, nach [der Zeitrechnung, die wir hier in der Stadt K]rems zählen, als Herr Schalom, Sohn des Herrn Menachem, zu der [Jungfrau Zemach, Tochter des Herrn Aron,] sagte: Sei mir zur Frau nach dem Gesetz von Mosche und Israel, und ich will für dich arbeiten, [dich in Ehren halten, dich ernähren und versorgen nach der] Sitte der jüdischen Männer, die für ihre Frauen arbeiten, sie ehren, ernähren und [sie in Ehrlichkeit versorgen]. Und ich will dir den Brautpreis deiner Jungfräulichkeit, 200 Sus Silber, geben, die dir gemäß [der Tora gebühren, wie auch deine Speise, deine Kleidung] und all deinen Bedarf, und ich komme zu dir nach der Weise der ganzen Welt. Und sie willigte ein, [die Jungfrau Zemach, Tochter des] Herrn Aron, und wurde ihm zur Frau. Und die Mitgift, die sie ihm [vom Hause ihres Vaters brachte, sei es in Silber], sei es in Gold, sei es in Schmuck, Kleidung, [Möbeln oder Bettzeug, all das] nahm [Herr Schalom, Sohn des Menachem, der Bräutigam, mit (Summe und Währung?) an. Und er hat eingewilligt, Herr Schalom, Sohn des Herrn Menachem, der Bräutigam, ihr noch weitere (Summe und Währung?) hinzuzufügen, sodass die gesamte Summe (unbekannte Zahl Silbermark?)] geläutert beträgt. Und so sprach Herr Schalom, der Bräutigam: Ich übernehme [die Verantwortung für diesen] Vertrag der Ketuba, die Mitgift und die zusätzliche Zahlung, sowohl für mich [als auch für meine Erben nach mir, sodass sie ausbezahlt] werden sollen mit dem vorzüglichsten und besten Teil meines Vermögens und Besitzes, den ich unter dem [ganzen Himmel habe, den ich erwarb oder erwerben werde]. Vermögen, das unter meiner Verantwortung steht oder das nicht unter meiner Verantwortung steht, [all das soll gewährleisten und] verbürgen, dass der Vertrag der Ketuba, die Mitgift und die [zusätzliche Zahlung von mir ausbezahlt werden], und sogar der Umhang auf meinen Schultern, zu meinen Lebzeiten und nach meinem Tod, von diesem Tag an in Ewigkeit. [Und die Verantwortung und die Schwere des Vertrags der Ketuba], der Mitgift und der zusätzlichen Summe nahm auf sich Herr Schalom, [Sohn des Herrn Menachem, der Bräutigam, entsprechend der Schwere] aller Verträge der Ketubot (es fehlt: und zusätzlichen Zahlungen), wie sie bei den Töchtern Israels gebräuchlich sind und die [nach der Ordnung unserer Weisen, ihr Andenken sei zum Segen,] durchgeführt wurden, nicht als unverbindliches Versprechen oder als Urkundenformular. Und wir haben von Herrn Schalom, Sohn des Herrn Menachem, [dem Bräutigam, für die Jungfrau] Frau Zemach, Tochter des Aron, mittels eines Kleidungsstückes, welches dafür rituell tauglich ist, über alles, [was oben geschrieben steht und ausgeführt ist,] rechtskräftig einen Erwerb durch Mantelgriff (kinjan) durchgeführt. 
(Es fehlt: Und alles ist) Feststehend und rechtsgültig (Buchstaben über die ganze Zeile gezogen). 
Izchak, Sohn des Herrn Gamliel, das Andenken des Gerechten zum Segen. “